# Apurinãs
Os Apurinã, que se autodenominam Pupỹkary (seres humanos), variação Popũkare (as vogais y e u na variação da escrita devem ser lidas como ü; o sinal gráfico ~ antes da consoante K altera o som para G), ou Kãkyte (gente), são um povo indígena brasileiro.
Os Apurinã habitam, em sua maioria, o vale do rio Purus, Amazonas. No ano de 1991, sua população estimada era de 2800 pessoas. Em 2003, de acordo com a FUNASA, tal grupo contava com 4087 indivíduos. Muitos Apurinã moram fora das terras indígenas reconhecidas oficialmente, e muitas terras Apurinã não foram ainda reconhecidas. Por esses motivos, a população deve ser ainda maior.
A sua língua pertence à família Maipure do tronco Aruaque (Arawak ou Aruak). A língua mais próxima seria a dos Machineri na região do alto rio Purus.

## Localização
Os Apurinã vivem em diversas terras indígenas, sendo duas com os Paumari do Lago Paricá e Paumari do Lago Marahã, e uma com os índios Torá, na terra de mesmo nome.
O território habitado pelos Apurinã, no século XIX, era o médio rio Purus – do rio Sepatini ou do rio Paciá ao Laco. Mas os Apurinã são um povo tradicionalmente migrante e, hoje, seu território se estende ao baixo rio Purus, até Rondônia. Há áreas Apurinã nos municípios Boca do Acre, Pauini, Lábrea, Tapauá, Manacapuru, Beruri, Manaquiri, Manicoré (este último na Terra Indígena Torá), todas no estado do Amazonas, além de índios Apurinã morando em várias cidades do país, e uma aldeia na Terra Indígena Roosevelt, dos índios Cinta-Larga, com quem alguns são casados.

## Organização social
Os Apurinã da região de Pauini são divididos em dois clãs: Xoaporuneru e Metumanetu. O pertencimento a um destes grupos é determinado pela linhagem paterna. Para cada um dos clãs há proibições naquilo que se pode e não se pode comer: os Xoaporuneru não podem consumir certos tipos de inambu (inambu relógio e inambu macucau), e aos Metumanetu é proibido comer porquinho do mato.
O casamento correto é entre Xoaporuneru e Metumanetu, pois o casamento entre membros de um mesmo clã é o mesmo que casar entre irmãos. Esse é o termo, aliás, que dois membros da mesma metade podem usar ao dirigir-se um ao outro (nutaru, irmão; nutaro, irmã), assim como Xoaporuneru e Metumanetu chamam-se, por vezes, nukero (cunhada) ou nemunaparu (cunhado). Os nomes das pessoas indicam a qual das "nações" ela pertence.